# Сараєвське вбивство

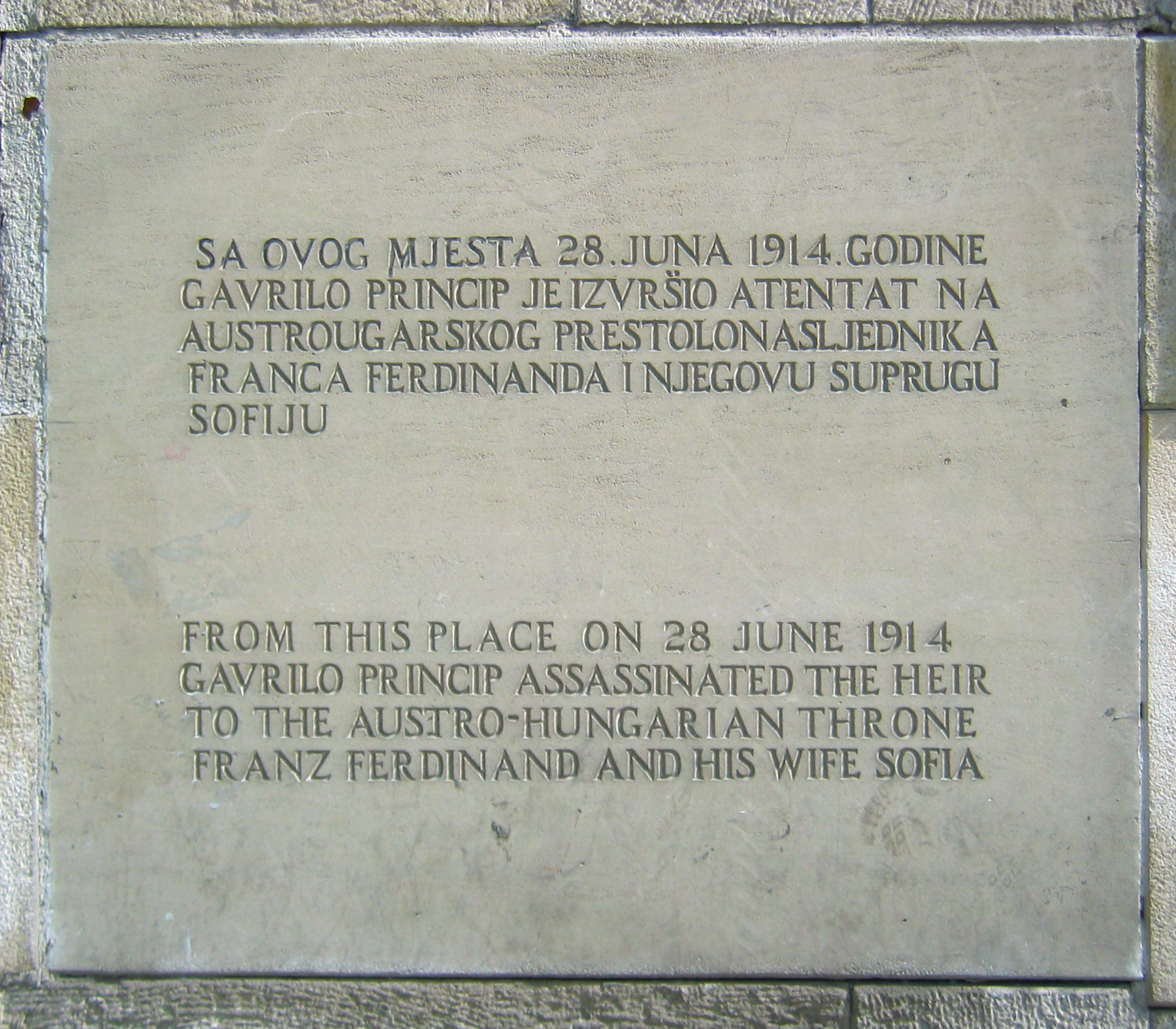
Меморіальна дошка на місці вбивства

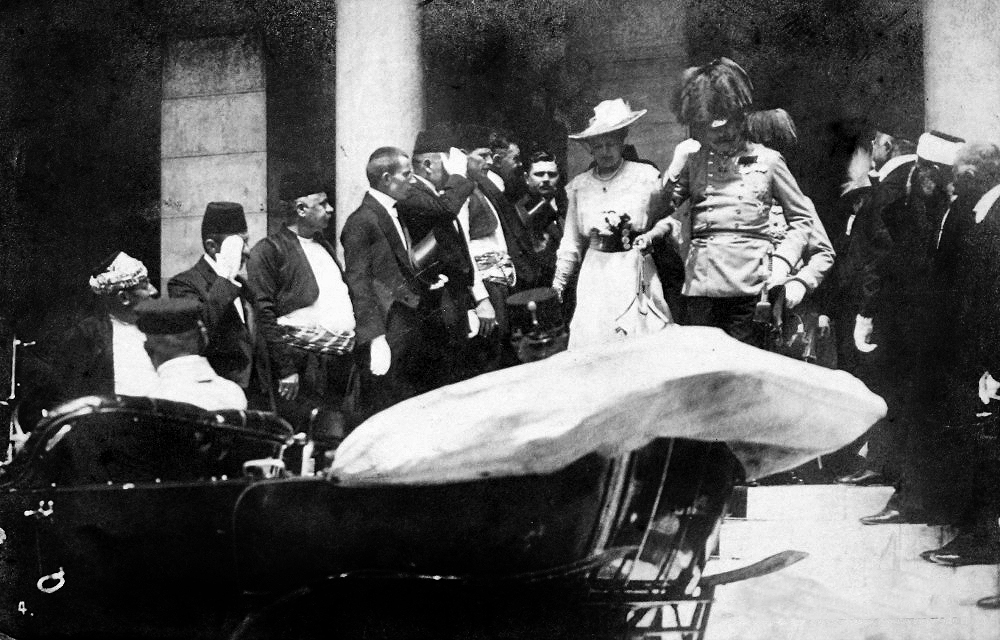
Поштова листівка з фото ерцгерцога Франца Фердинанда з дружиною за кілька хвилин до замаху

Сараєвське вбивство — вбивство 28 червня 1914 ерцгерцога Франца Фердинанда, спадкоємця австро-угорського престолу, та його дружини герцогині Софії Гогенберг у Сараєві сербським гімназистом Гаврилом Принципом, членом сербської терористичної організації «Млада Босна». Принцип входив до складу групи з 5 терористів, яких координував Данило Іліч.
У Сербії існувала низка націоналістичних організацій, які ставили своїм завданням об'єднання південних слов'ян і створення «Великої Сербії». Серед офіцерів сербської армії існувала таємна організація під назвою «Чорна рука». Її метою було звільнення сербів, що перебували під владою Австро-Угорщини. Вождем «Чорної руки» був полковник Драгутин Димитриєвич, на прізвисько «Апіс», начальник сербської контррозвідки. Уряд Пашича його остерігався. Сербський уряд здогадувався про змову й не схвалював її, але й не заважав «Чорній руці».
Вбивство стало формальним приводом для початку Першої світової війни.

## Передісторія

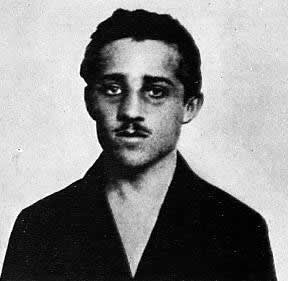
Гаврило Принцип

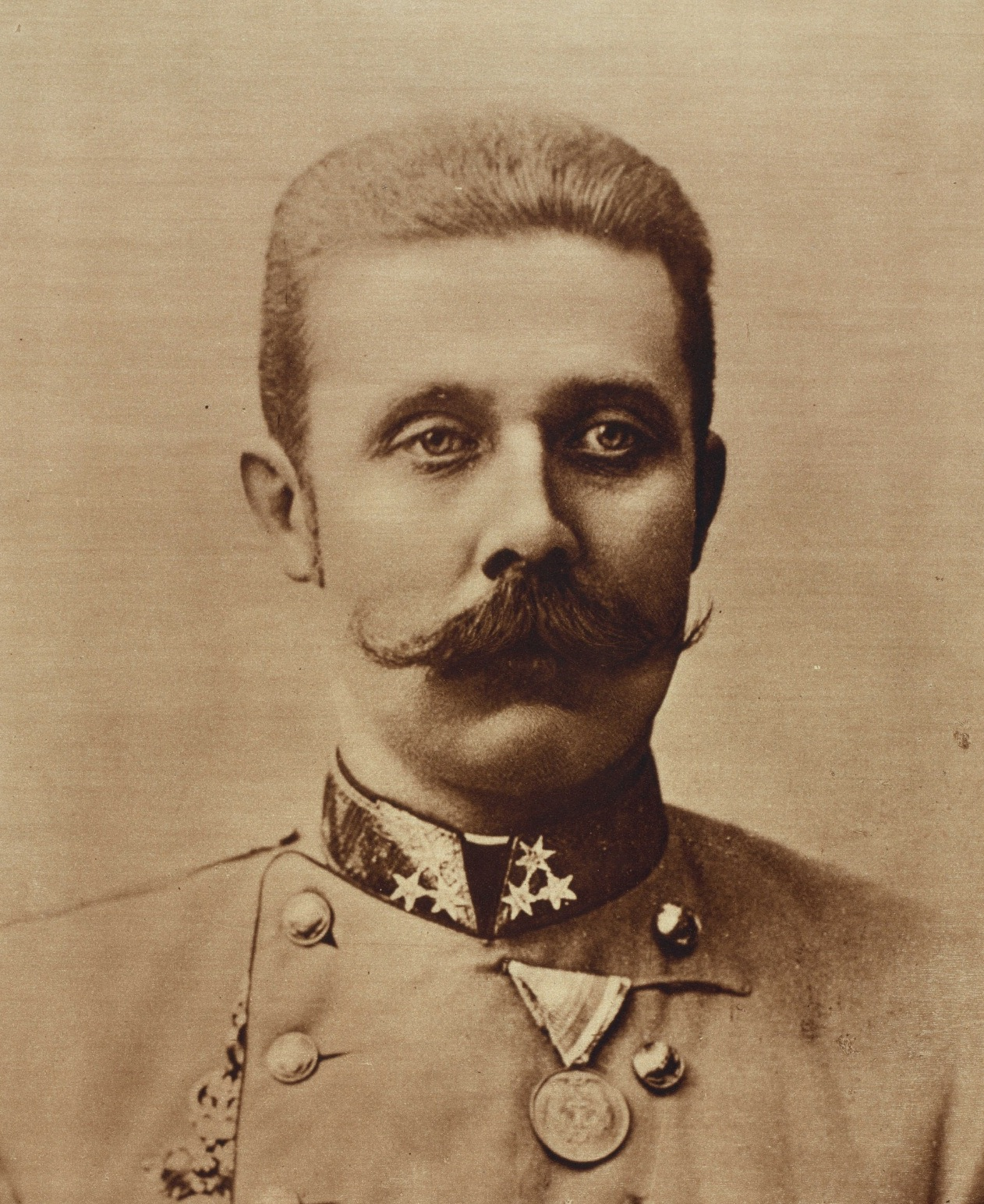
Ерцгерцог Франц Фердинанд

За берлінською угодою 1878 року Австро-Угорщина отримала мандат на окупацію та адміністрування Боснії та Герцеговини, при збереженні формального суверенітету Османської імперії. Внаслідок ці території було анексовано Австро-Угорщиною. Частина південних слов'ян, що проживали на цих землях, не хотіли жити в Австро-Угорщині та прагнули приєднати ці землі до сусідньої Сербії, яка нещодавно здобула незалежність. Було утворено таємне товариство «Чорна Рука», яке прагнуло до об'єднання південних слов'ян, та його боснійське відділення «Млада Босна».
Наприкінці червня 1914 року Франц Фердинанд відвідав Боснію для спостереження за військовими маневрами та відкриття музею у Сараєві. Їхав він разом зі своєю дружиною, Софією Хотек. Франц Фердинанд вважався прибічником триалізму — ідеї перетворення подвійної австро-угорської монархії на потрійну австро-угорсько-слов'янську. Третє слов'янське королівство було під серйозною загрозою для Сербії. «Млада Босна» вирішила вбити Франца Фердинанда. Вбивство було доручено групі з шести змовників, причому принаймні троє з них, в тому числі й Принцип, були хворі на туберкульоз — на той час невиліковну смертельну хворобу.

## Вбивство

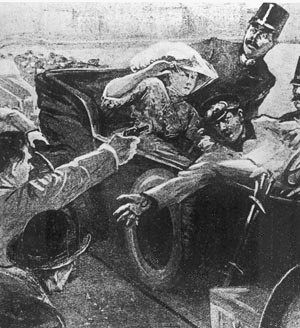
Гаврило Принцип вбиває Франца Фердинанда

Схема місця вбивства

28 червня 1914 року ерцгерцог Франц Фердинанд приїхав до Сараєва на запрошення генерала Оскара Потіорека. Незадовго до 10 ранку в неділю Франц Фердинанд з дружиною прибули до Сараєва потягом. О 10:10 кортеж із шести машин (подружжя Фердинанда їхало у другій, разом з Потіореком), який палко вітав народ, проїхав біля центрального відділення поліції. Там на них чекали змовники.
Недєлько Чабрінович (серб. Недељко Чабриновић) кинув гранату, але не влучив. Замість Франца Фердинанда граната вбила водія третьої машини й поранила її пасажирів, а також поліцейського та перехожих з натовпу. Чабрінович проковтнув отруту (ціанистий калій), яку отримав завчасно, але його лише знудило. Можливо, замість ціанистого калію йому дали якусь слабшу отруту. Він спробував стрибнути до річки, але його схопив натовп, жорстоко побив та передав до рук правосуддя. Інші змовники нічого не змогли зробити, оскільки натовп затулив машини собою. Замах наче провалився.

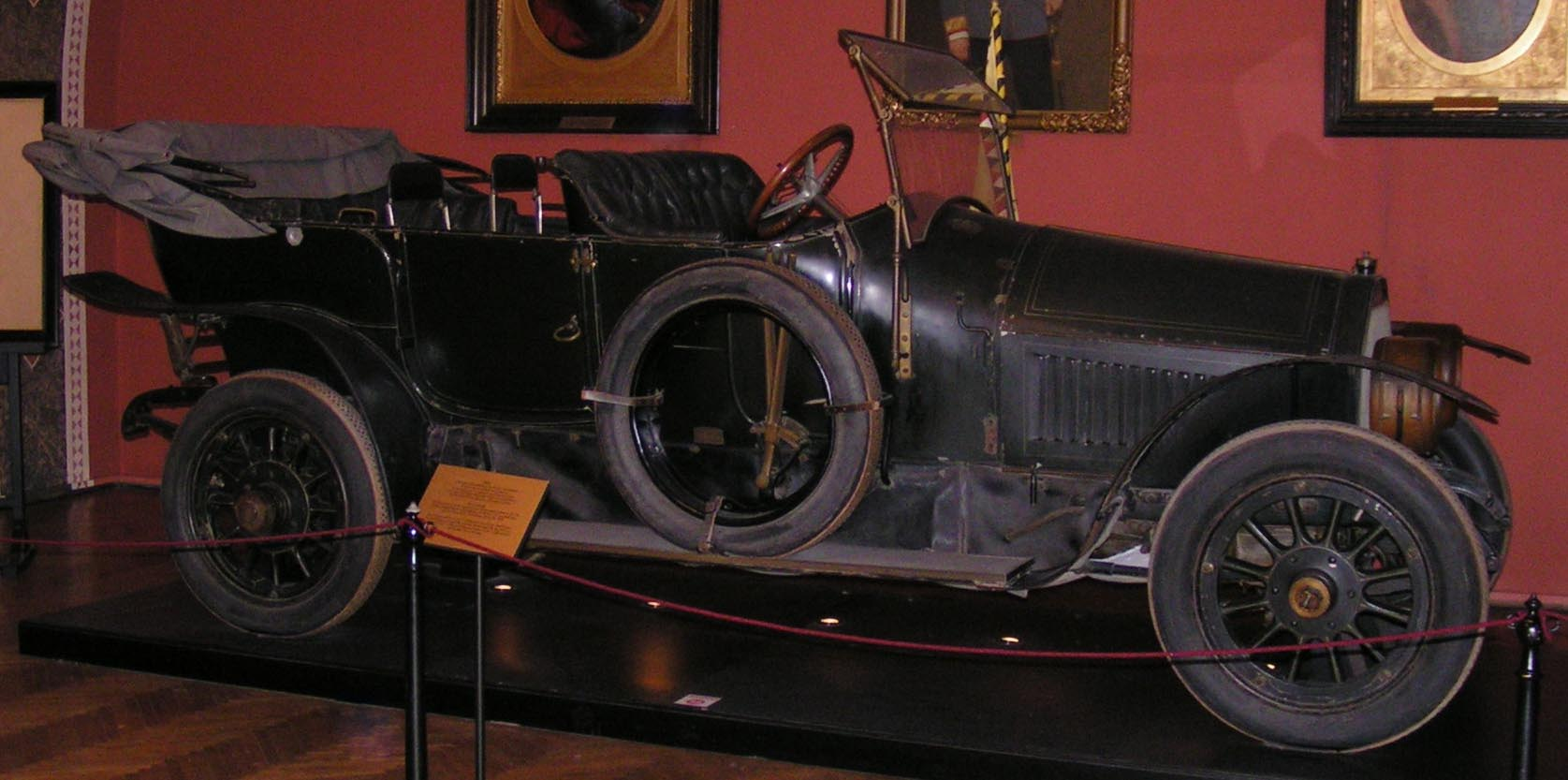
Автомобіль Франца Фердинанда

Франц Фердинанд поїхав читати промову до міської ратуші. Після промови один з придворних його свити, барон Морсі (Morsey), запропонував йому поїхати. У відповідь Потіорек сказав: «Ви думаєте, що у Сараєві повно вбивць?» Франц Фердинанд вирішив поїхати до лікарні відвідати поранених під час замаху. Софі наполягла на тому, щоб їхати з ним. Їхати вирішили бічною набережною Аппель (Appel). Потіорек забув повідомити водія Франца Урбана про зміну маршруту.
Водій повернув на вулицю Франца Йосифа. Йому пояснили, що він їде неправильно. Він почав повільно розвертати машину. У цей момент машину помітив Гаврило Принцип, який купував сандвіч у магазині делікатесів Моріца Штіллера, який було розташовано навпроти. Принцип підбіг до машини та вистрілив з браунінга 1910 Софії у живіт, а потім Францу Фердинанду в шию. (Внаслідок, він стверджував, що першою кулею збирався вбити Потіорека, а не Софію). Як і Чабрінович, він спробував отруїтись, але його знудило. Потім він спробував застрілитись, але люди, що підбігли, відібрали у нього пістолет. Як і Чабріновича, його побили — так жорстоко, що у в'язниці йому довелось ампутувати руку.

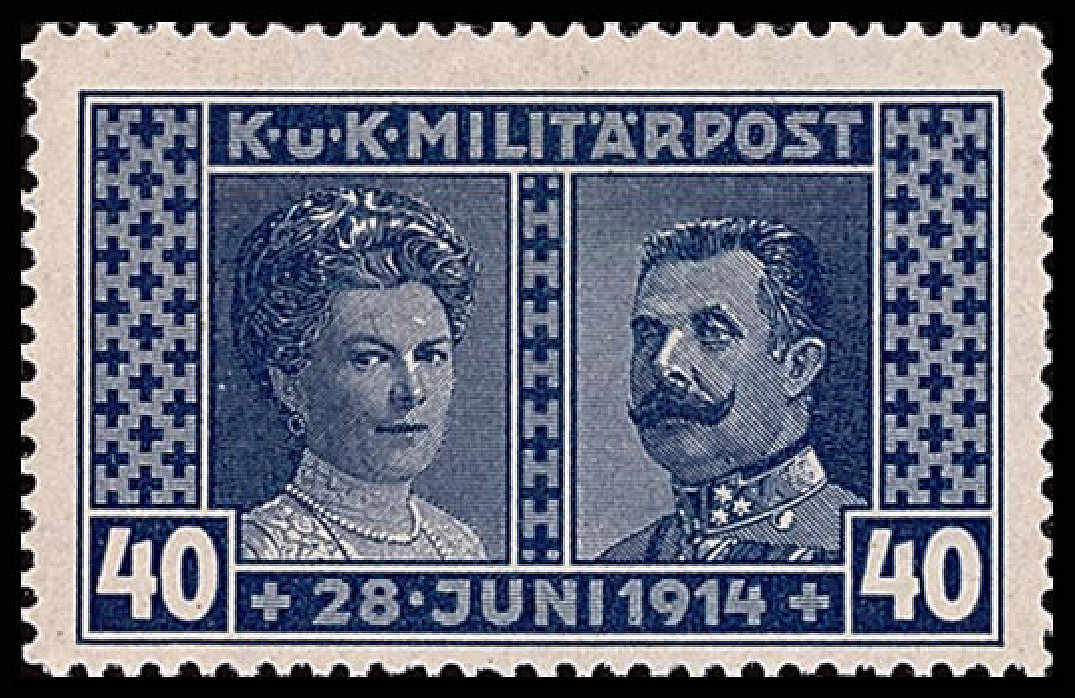
Поштова марка Австро-Угорщини для Боснії та Герцеговини у пам'ять про ерцгерцога Франца Фердинанда й княгиню Софію, 40 геллерів, 1917. Продавалась із націнкою у 2 геллери для зведення церкви «на крові» у Сараєві

Франц Фердинанд та його дружина були перевезені до резиденції губернатора, однак дорогою померли, спочатку Софія, потім ерцгерцог — з перервою у декілька хвилин. За словами водія, останніми словами Франца були: «Соферль, не помирай, лишись заради наших дітей».
Всі шестеро змовників були заарештовані. Вони відмовились відповідати на питання слідчих, лише один з них (ймовірно, Данило Іліч) зламався і розповів всі деталі, в тому числі заявив, що зброя була надана сербським урядом. Принципа не могли присудити до страти, оскільки йому було лише 19 років і за австро-угорським законам він був неповнолітнім. Його було засуджено до максимального терміну — 20 років ув'язнення. Його тримали у в'язниці у Терезієнштадті у важких умовах, й помер він від туберкульозу 28 квітня 1918 року. Данило Іліч, Велько Кубрилович та Мішко Йованович були повішені 3 лютого 1915 року. Решта змовників були засуджені до тривалих термінів ув'язнення; Чабрінович, як і Принцип, помер у в'язниці до закінчення війни.

## Наслідки
Після того, як стало відомо про вбивство, у Сараєві почався антисербський погром. Лише через декілька годин порядок було відновлено військовими. Оскільки в убивстві була замішана Сербія, через деякий час Австро-Угорщина висунула Сербії Липневий ультиматум, і хоча його і було прийнято з єдиним застереженням, не задовольнялась відповіддю й оголосила Сербії війну. Це стало початком Першої світової війни.